# RINGER HUT

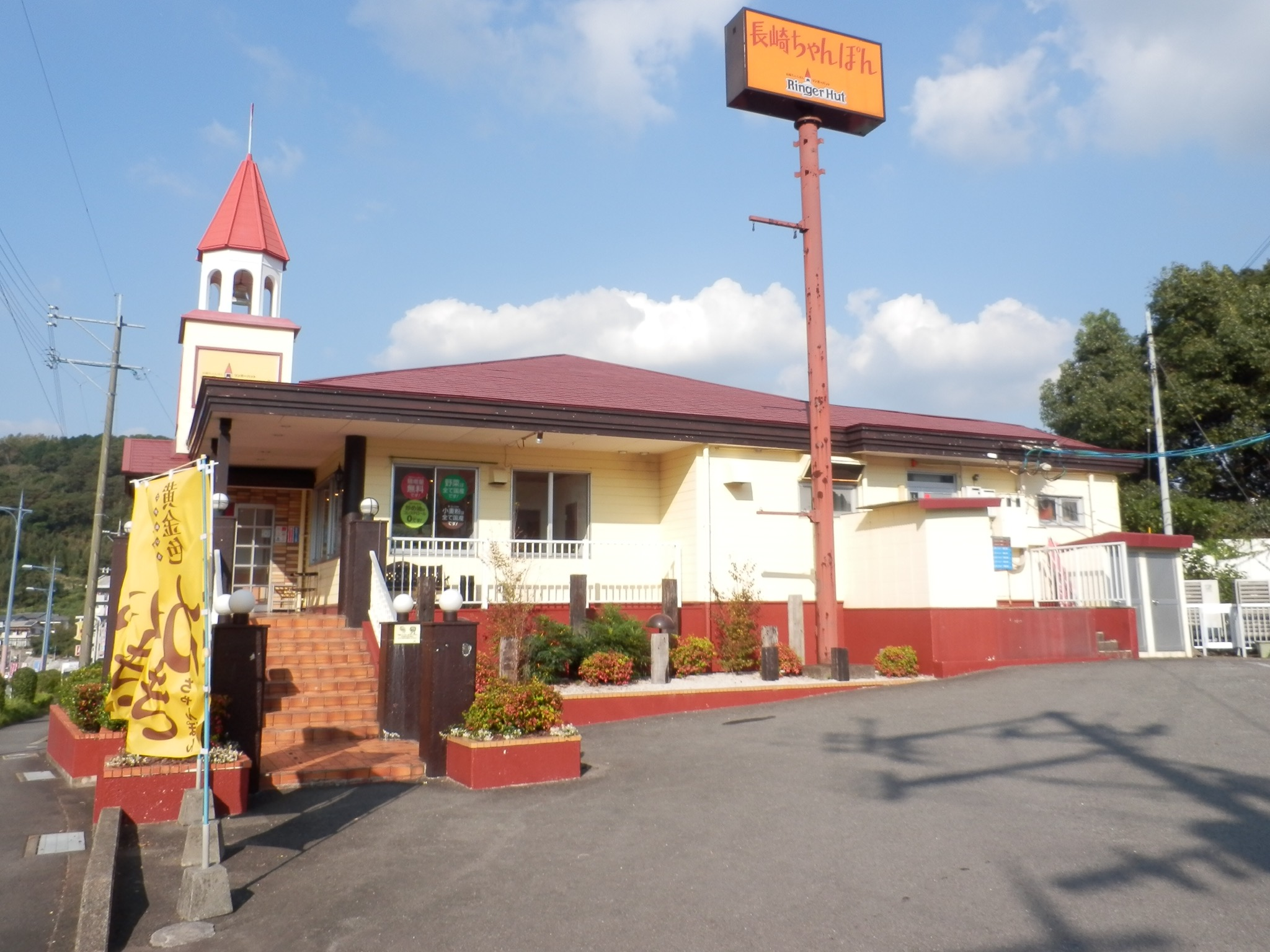
RINGER HUT一號店

株式會社RINGER HUT（日语：リンガーハット）是日本的一家餐飲企業，經營強棒麵連鎖店RINGER HUT，以及吉列豬排店鋪「濵かつ」。RINGER HUT共有597家店鋪，其中7家位於日本國外。濵かつ則共有108家店鋪，其中1家位於日本國外。
2013年，稻香集團獲得RINGER HUT在香港的經營權，並在淘大商場開設香港首間分店。2020年7月，RINGER HUT在將軍澳廣場的最後一間分店結業，撤出香港市場。RINGER HUT在香港最多設有三間分店（包括黃埔花園）。

## 外部連結
- 株式会社リンガーハット （页面存档备份，存于）
- 長崎ちゃんぽん リンガーハット （页面存档备份，存于）
- 長崎ちゃんぽん リンガーハット的X（前Twitter）
- 長崎ちゃんぽん リンガーハット的Facebook專頁
- リンガーハット的Instagram帳戶
- とんかつ 濵かつ （页面存档备份，存于）
- 長崎卓袱 浜勝 （页面存档备份，存于）